# 比埃纳帕克
比埃纳帕克（英語：Buena Park）是美国加利福尼亚州橙县下属的一座城市。建市于1953年1月27日，面积大约为10.52平方英里（27.2平方公里）。根据2010年美国人口普查，该市有人口80,530人。